# Metanephrops japonicus
Metanephrops japonicus är en kräftdjursart (hummer) som först beskrevs av Tapparone-Canefri 1873. Hummern anses vara en delikatess i Japan. Metanephrops japonicus ingår i släktet Metanephrops, och familjen humrar. IUCN kategoriserar arten globalt som otillräckligt studerad. Inga underarter finns listade.